# Мюнстер (сыр)
Мю́нстер (полное название Мю́нстер-Жероме́, фр. Munster-géromé, нем. Münsterkäse) — вогезский и эльзасский мягкий сыр из коровьего молока с отмытой корочкой и характерным резким запахом.

## История
Считается, что рецепт этого сыра был изобретён монахами бенедиктинского аббатства Святого Григория, расположенного на склонах Вогезов. Монахи редко употребляли мясо и вынуждены были экспериментировать с молочными продуктами, в том числе и с мягкими сырами. Вокруг аббатства выросла деревня Мюнстер (от лат. monasterium — «монастырь»), откуда  сыр и получил своё название. 
В средние века скот часто перегоняли на новые пастбища, поэтому технология производства сыра распространилась на соседнюю область — Лотарингию, где он получил название «Жероме» (фр. Géromé). В 1978 году правительственным декретом за этим сыром было закреплено объединённое название «Мюнстер-Жероме».

## Изготовление

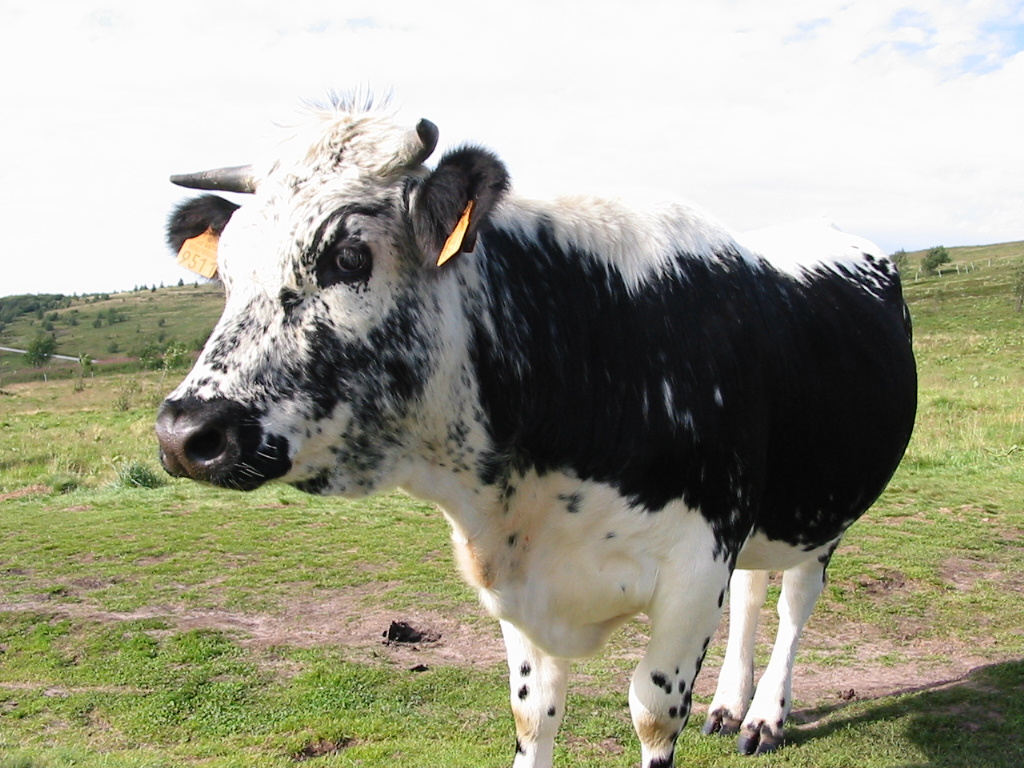
Вогезская порода коров

Свеженадоенное молоко нагревают до температуры 32 °C, разливают в широкие ёмкости вместимостью 100—200 л и добавляют молочные ферменты и сычужную закваску (несколько мл на одну ёмкость). Через час из молока получается творожная масса.
На втором этапе творожную массу подсаливают, раскладывают по формам и отправляют для созревания во влажный погреб. Причём новые сыры стараются разместить рядом со старыми, чтобы быстрее началась ферментация. Затем через каждые два-три дня сыр переворачивают и протирают солёной водой, которую берут из источников, расположенных в Вогезах. Благодаря этому образуется характерная корочка из бактерии B. linens, которая приобретает сначала оранжевый, а затем красноватый оттенок за счёт синтеза каратиноидов. Под корочкой находится мякоть с резким и своеобразным ароматом, который отдаёт запахом высокогорных пастбищ. Зрелый Мюнстер имеет корку кирпично-красного цвета и плотное, нежное тесто, жирное на ощупь и сладковатое на вкус.
Головка Мюнстера имеет диаметр 13—19 см, высоту 2,4—8 см и вес около 450—500 г, хотя иногда делают «пти-мюнстер» диаметром 7—12 см, высотой 2—6 см и весом 120—150 г.
Для приготовления 1 кг сыра необходимо около 8 л молока. Сыр хранят при температуре 2-6 °C.

## Использование
Мюнстер используют для приготовления различных блюд, среди которых можно выделить смесь картофеля в мундире с расплавленным сыром, пирог с начинкой и различные салаты. Часто в Мюнстер добавляют зёрна тмина или же подают их отдельно к сыру.